# Thuwaini ibn Said
Thuwaini ibn Said (arabisch سيّد ثويني بن سعيد السعيد, DMG Saiyid Ṯuwainī b. Saʿīd as-Saʿīd; † 14. Februar 1866 in Suhar) war Sultan von Maskat und Oman von 1856 bis 1866.
Nach dem Tod seines Vaters Said ibn Sultan (1804–1856) beanspruchte Thuwaini die Herrschaft im gesamten Reich. Allerdings bemächtigte sich sein Bruder Majjid der ostafrikanischen Gebiete mit Sansibar, die er in Abwesenheit seines Vaters schon regiert hatte. Da sich keiner der Kontrahenten durchsetzen konnte, einigte man sich auf die Teilung des Reiches, wobei Sansibar Ausgleichszahlungen an das ärmere Maskat leisten sollte. Nach dem Ausbruch neuer Kämpfe intervenierte das Vereinigte Königreich und setzte eine formelle Teilung des Reiches durch.
Oman und Maskat verarmten nun zunehmend, da mit dem Abfall von Ostafrika ein Großteil der Zolleinnahmen aus dem Handel entfielen. Außerdem verlor Oman durch die Eröffnung des Sueskanals weiter an Bedeutung. Mit den europäischen Dampfschifflinien konnten die omanischen Segelschiffe nicht konkurrieren.
Auch nach der Teilung des Reiches kam Oman nicht zur Ruhe, da sich nun mit Turki ibn Said ein Bruder von Thuwaini erhob (1861). Nur mit britischer Hilfe konnte 1864 ein Angriff der Wahhabiten abgewehrt werden, nachdem diese bis nach Sur vorgedrungen waren. Im Laufe der Machtkämpfe wurde Thuwaini 1866 von seinem Sohn Salim ibn Thuwaini (1866–1868) in Suhar ermordet. Dieser wurde allerdings nicht allgemein anerkannt und wurde 1868 von Azzan ibn Qais (1868–1871) ins Exil getrieben. Thuwainis Sohn Hamad ibn Thuwaini ibn Said wurde 1893 Sultan von Sansibar.